# 제37회 서울독립영화제
제37회 서울독립영화제는 2011년 12월 8일에 열린 시상식이다.

## 수상 및 후보

### 대상
- 밍크코트 - 신아가 외 1명 수상

### 최우수작품상
- 요세미티와 나 - 김지현 수상

### 우수작품상
- 투 올드 힙합 키드 - 정대건 수상

### 열혈스태프상
- 미국의 바람과 불 - 김경만 수상

### 독립스타상- 배우부문
- 애드벌룬 - 이민지 수상

### 독불장군상
- 피로 - 김동명 수상

### 관객상
- 투 올드 힙합 키드 - 정대건 수상

### 심사위원특별언급
- 레즈 - 선호빈 수상

### 후원상
- 이어도 - 오멸 수상

### 경쟁부문 - 단편
- 도시 - 김영근
- 개와 열쇠 - 김희정
- 하루 - 한재빈
- 모래 - 강유가람
- 편견 - 조주상
- 낙원 - 정민영 외1명
- 맴맴맴 - 박준우
- 행운동 껌소년 - 최신춘
- 요세미티와 나 - 김지현
- 숨바꼭질 - 최시영
- 험한 교육 - 조승연
- 구천리 마을잔치 - 강진아
- 어느 쌀쌀한 보름밤 - 누엘
- 11月 - 김수지
- 애드벌룬 - 이우정
- 모험 - 배종대
- 아 - 이성환
- 누가 쌌노? - 박유찬
- 뻑킹 세븐틴 - 김현성
- 거북이들 - 구교환
- 이웃에 방해가 되지 않는 선에서 - 정지윤
- 아름다운 - 장세정
- 리코더 시험 - 김보라
- 고백 - 유지영
- 폐함 - 신희주
- 소녀이야기 - 김준기
- 푸른 사막 - 이지원
- 가장 어두운 밤의 위로 - 정희재
- 다문 입술 - 이요섭
- 먼지들 - 정윤석
- 우리 사는 동네 - 오현진
- 할매 - 김지곤
- CPR 좀 해주세요 - 정대기
- 우리 속에 숨어있는 - 이수정
- 야간비행 - 손태겸
- 메이크업 - 현정재
- 인어의 피 - 유한아

### 경쟁부문 - 장편
- 피로 - 김동명
- 줄탁동시 - 김경묵
- 로맨스 조 - 이광국
- 이어도 - 오멸
- 뉴타운 컬쳐 파티 - 정용택
- 환호성 - 정재훈
- 밍크코트 - 신아가 외1명
- 미국의 바람과 불 - 김경만
- 마이 스윗 홈 - 국가는 폭력이다 - 김청승
- 투 올드 힙합 키드 - 정대건
- 레즈 - 선호빈